# План поверхні

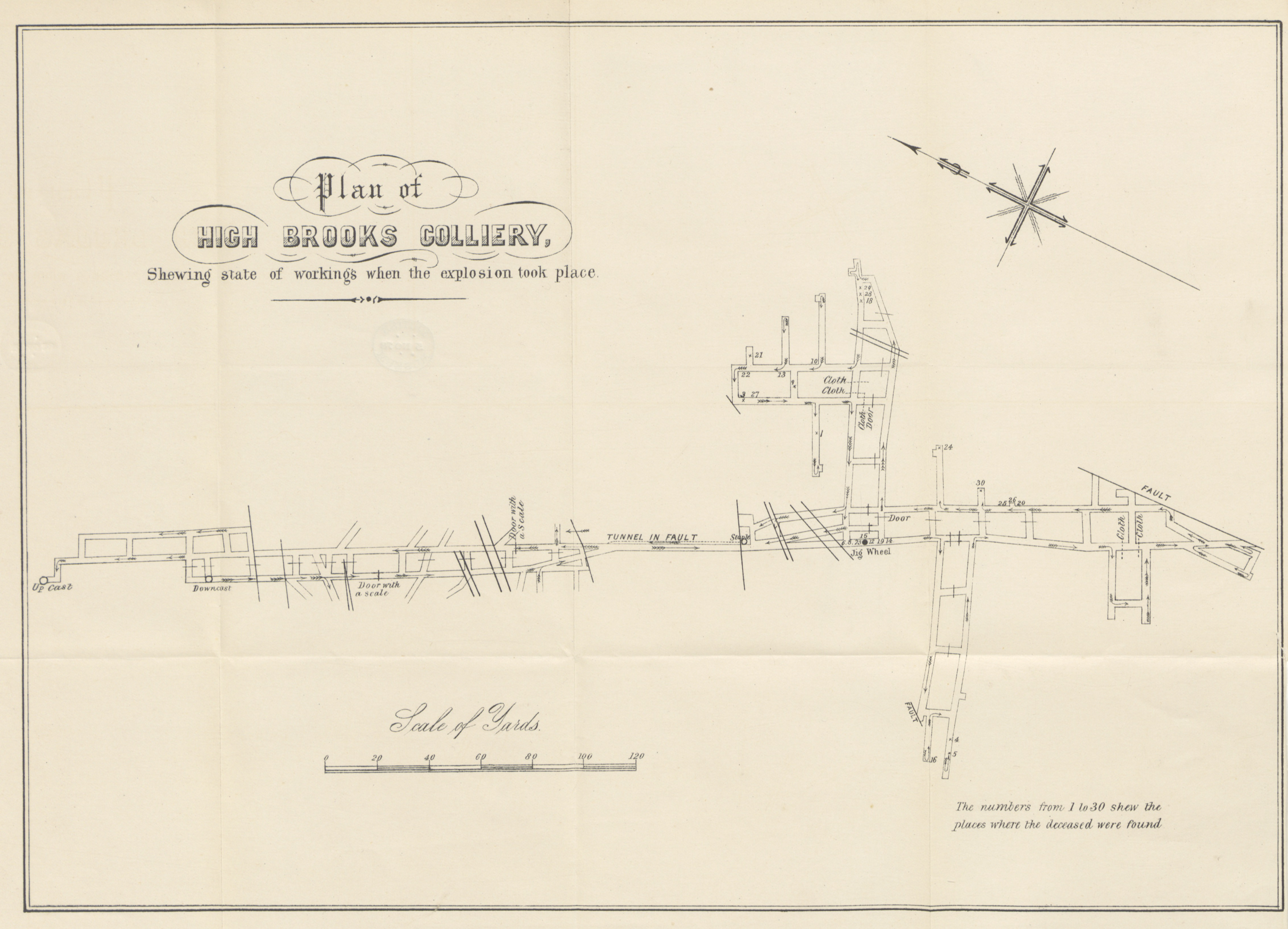
План шахти — підземні і наземні комунікації.

План поверхні (рос. план поверхности, англ. ground plan, нім. Flächenplan m) — графічне зображення в прийнятій системі координат і певному масштабі поверхні шахти (рудника) та споруд на ній у районі гірничих виробок.